# Miwoks de la costa

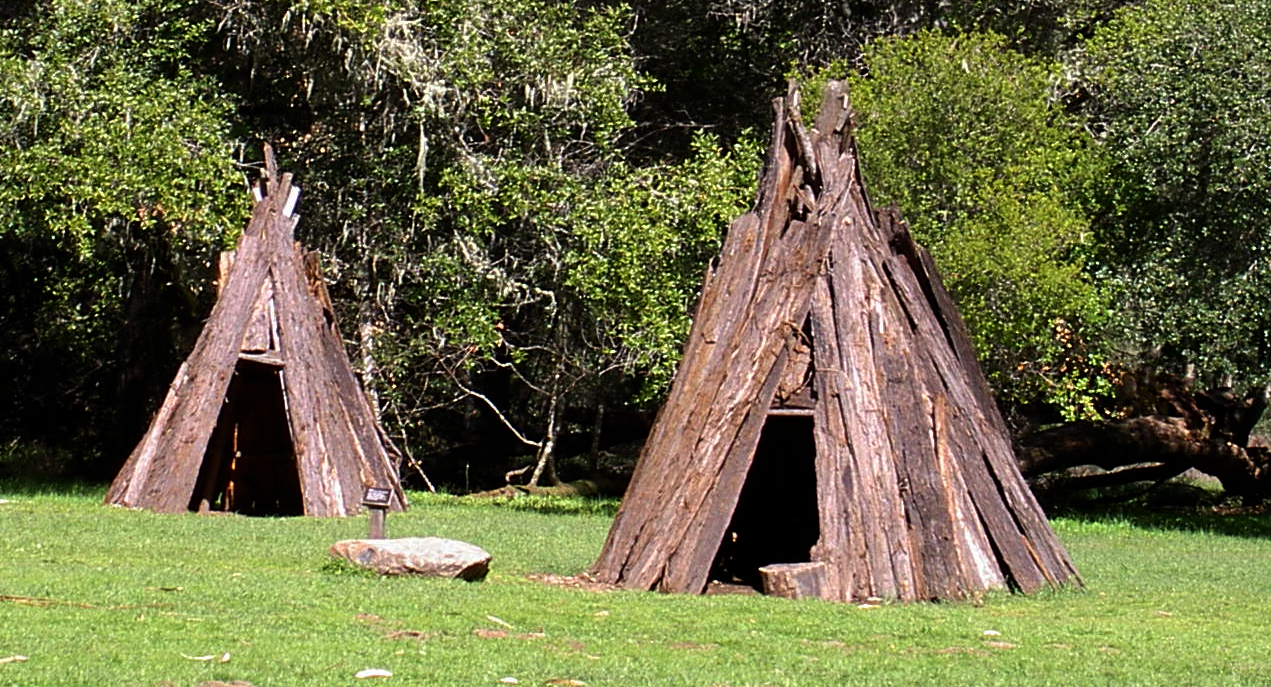
cabanes dels miwoks de la costa a Kule Loklo

Els miwoks de la costa són una subdivisió que formava el segon grup més gran dels miwok, un poble d'amerindis dels Estats Units. Vivien a l'àrea de l'actual comtat de Marin i al sud del comtat de Sonoma al Nord de Califòrnia, des del Golden Gate al nord de Duncans Point i a l'est fins a Sonoma Creek. Els miwoks de la costa incloïen els grups que tenien viles al voltant de la badia de Bodega i el grup de Marin.

## Població
Les estimacions per a la població dels natius californians abans del contacte han variat substancialment. (Vegeu població nativa de Califòrnia.) Alfred L. Kroeber calculà que la població en 1770 dels miwok de la costa era de 1.500. Sherburne F. Cook augmenta la xifra a 2.000.
La població en 1848 era estimada en 300, i va caure a 60 en 1880.

## Cultura
Els miwok de la sierra i la planura vivien en una societat caçadora-recol·lectora i s'organitzaven en petites tribus locals sense una autoritat política centralitzada. A la primavera es dirigirien cap a les costes per pescar salmó i altres productes del mar. Contràriament els seus aliments bàsics eren principalment glans de roure negre i roure torrat, nous i caça de cérvols, conills de cua blanca i cérvol de cua negra, una subespècie costanera del cérvol mul californià, Odocoileus hemionus. Per a la caça de cérvols el caçadors miwok utilitzaven tradicionalment Angelica breweri per eliminar la seva pròpia olor. Els miwok no solien caçar ossos. Usaven la fulla de Yerba buena amb finalitats medicinals.
El tatuatge era una pràctica tradicional entre els miwok de la costa, i com a pigment cremaven Toxicodendron. Les seves cases tradicionals van ser construïdes amb lloses d'escorça de sequoia.
Eren experts en la cistelleria. S'ha recreat una vila miwok de la costa anomenada Kule Loklo situada al Point Reyes National Seashore.

### Llengua
El miwok de la costa ja no es parla, però el dialecte Bodegaés documentat per Callaghan (1970).

### Religió
La visió original dels miwok de la sierra i de la planura incloïa el xamanisme. Una manera que va prendre aquest era la religió kuksu que es va fer evident al centre i nord de Califòrnia, i va incloure elaborades cerimònies d'actuació i de ball amb el vestit tradicional, la cerimònia anual del matí, ritus de pas a la pubertat, intervenció xamànica amb el món dels esperits i una societat exclusivament masculina que organitva trobades per dansar en cambres subterrànies. El kuksu va ser compartit amb altres grups ètnics amarindis del centre de Califòrnia, com els pomos, maidus, ohlone, esselen, i els més septentrionals yokuts. Tanmateix, Kroeber va observar menys "cosmogonia especialitzada" en els miwok, que va qualificar d'un dels "grups meridionals de dansa kuksu" en comparació amb el maidu i altres tribus del nord de Califòrnia.

### Narrativa tradicional
El registre de mites, llegendes, contes i històries dels miwok de la costa és un dels més extensos en l'estat. Aquests grups participen en el patró cultural general de la Califòrnia Central.

#### Mitologia
La mitologia miwok és similar a les dels altres amerindis del nord i centre de Califòrnia. Els miwok de la costa creien en esperits humans i animals, i veien els esperits animals com a llurs avantpassats. El coiot és vist com el seu ancestre i com a deïtat creadora. En llur cas la terra començà a formar-se en l'oceà Pacífic.

## Viles autèntiques
Les viles autentificades dels miwok de la costa foren:
- A badia de Bodega: Helapattai, Hime-takala, Ho-takala, Suwutenne, Tiwut-huya, Tokau. Also in this vicinity: Awachi (a les boques d'Estero Americano Creek), Amayelle (a San Antonio Creek), Kennekono (a Bodega Corners).
- A badia de Tomales: Echa-kolum, Shotommo-wi (near the mouth of San Antonio Creek), Sakloki (oposada a Tomales Point, Dillon Beach), Utumia (vora l'actual Tomales.)
- A l'actual Petaluma: Etem, Petaluma (est del riu). També al veïnatge: Tuchayelin (nord-oest), Likatiut (al riu Petaluma al nord de la ciutat), Meleya (a San Antonio Creek al sud-oest de Petaluma), Susuli (nord-oest), Tulme (nord-oest), Wotoki (al cantó sud del riu Petaluma).
- A a l'actual San Rafael: Awani-wi.
- A a l'actual Sonoma: Huchi. També en aquest veïnatge: Temblek (oest), Tuli (nord-oest), Wugilwa (a Sonoma Creek).
- A l'actual Cotati: Kotati, Lumen-takala (nord-est). També al veïnatge: Payinecha (oest).
- A l'actual Nicasio: Echa-tamal.
- A l'actual Olema: Olema-loke.
- A l'actual Sausalito: Liwanelowa.
- Vora l'actual Bolinas: Bauli-n
- Vora l'actual Freestone: Oye-yomi, Pakahuwe, Patawa-yomi.
- Vora l'actual Ignacio: Ewu, Puyuku (sud), Shotokmo-cha (sud-est).
- Vora l'actual Novato: Chokeche, Olompolli (nord-oest).
- Vora l'actual Valley Ford: Ewapalt, Uli-yomi (a la capçalera d'Estero Americano Creek).
- Vora l'actual Salmon Creek: Pulya-lakum (a l'oceà, vora la boca de Salmon Creek).

## Història
La documentació dels pobles miwok es remunta ja a 1579 per un sacerdot en un vaixell sota el comandament de Francis Drake. Hi ha una altra verificació d'ocupació de navegants espanyols i russos entre 1595 i 1808. S'ha trobat un miler d'amulets de cristall i nombroses puntes de fletxa a llac Tolay, al sud del comtat de Sonoma, de fa 4000 anys. Es creu que el llac era un lloc de reunió sagrat i cerimonial i lloc de curació per als miwok i altres pobles de la regió.
Els miwok de la costa podien viatjar i acampar durant tota la costa i les badies durant les estacions de pesca.
Després que els europeus arribessin a Califòrnia la població fou reduïda pere malalties introduïdes pels europeus. A partir de 1783 els registres eclesiàstics de les missions mostren que els miwoks de la costa van començar a unir-se a la Missió San Francisco de Asis, ara coneguda com a Missió Dolores. Van començar a unir-se a aquesta missió en gran nombre en 1803, quan fou registrat al llibre de la missió el matrimoni de 49 parelles de les tribus locals Huimen i Guaulen (San Rafael i badia de Bolinas). Les tribus locals de més i més al nord al llarg de la vora de la badia de San Pablo es van traslladar a la Missió de San Francisco a través de l'any 1812. Després, en 1814, les autoritats espanyoles van començar a dividir el nord grups (Alagualis, Chocoimes (àlies Sonomas), Olompalis, i Petalumas) enviaren una part de cada grup a la Missió San Francisco i una altra part a la Missió San Jose a la part sud-est de la badia de San Francisco. A finals de l'any 1817, uns 850 miwoks de la costa s'havien convertit.
La Missió San Rafael fou fundada pels franciscans espanyols al territori dels miwok de la costa per la tardor de 1817. En aquest moment els únics miwoks de la costa encara a la seva terra eren els de la costa del Pacífic a la Península de Marin, a partir de Point Reyes al nord de la badia de Bodega. Les autoritats espanyoles van portar la major part dels miwoks de la costa costa a les missions de San Francisco i San José cap al nord per formar una població fundadora a la Missió de San Rafael. No obstant això alguns dels que s'havien casat amb ohlones o indis de la missió de parla miwok de la badia es van mantenir al sud del Golden Gate. Amb el temps, en la dècada de 1820 la Missió de San Rafael es va convertir en una missió pels miwoks de la costa i de parlants pomo. La Missió de San Francisco Solano, fundada el 1823 a la Vall de Sonoma (la regió tradicional miwok de la costa més oriental), va arribar a ser predominantment una missió per als indis de parla wappo o patwin.
Al final del període de missions (1769–1834) els miwoks de la costa foren alliberats del control dels missioners franciscans. Alhora les terres de missió van ser secularitzades i cedit als californis. La majoria dels miwoks de la costa començaren a viure en servitud als ranxos de la nova Califòrnia concedint terres als propietaris, com ara les que es van posar a treballar pel general Mariano G. Vallejo a Rancho Petaluma Adobe. Els hisendats depenien de la mà d'obra indígena amb tècniques agrícoles i ramaderes. Altres miwoks van triar viure independentment en grups com els de Rancho Olompali i Rancho Nicasio.
En 1837 una epidèmia de verola va delmar les poblacions natives de la regió de Sonoma, i la població miwok de la copsta va seguir disminuint ràpidament per altres malalties portades pels espanyols i pels russos de Fort Ross.
Als principis de la constitució de Califòrnia com a estat (1950), molts miwoks dels comtats de Marin i Sonoma estaven fent el millor en una situació difícil per guanyar el seu suport mitjançant el treball agrícola o pesca dins de les seves terres tradicionals. Altres van optar per treballar com a peons de temporada o tot l'any en els ranxos que passaven ràpidament de la propietat mexicana a la propietat anglo-americana.

### Olompali i Nicasio
Després del tancament de la Missió de San Rafael durant el període 1834-1836, el govern mexicà va traspassar la major part de la terra als californis, però va permetre als antics neòfits amerindis posseir terres en dos llocs dins del territori tradicional miwok de la costa: Olompali i Nicasio.
El líder miwok de la costa Camilo Ynitia va obtenir una concessió de terra de dues llegües quadrades, conegudes com a Rancho Olompali, del governador Micheltorena d'Alta Califòrnia en 1843, que incloïa la vila prehistòrica miwok d'Olompali (la seva vila originària), al nord de l'actual Novato.
La vila d'Olompali es remunta al 500, havia estat el seu centre principal el 1200 i podria haver estat el major poble nadiu al comtat de Marin. Ynitia va mantenir el títol de propietat del Rancho Olompoli durant 9 years, però en 1852 va vendre la major part de la terra a James Black de Marin. Va retenir 1.480 acres (6 km) anomenats Apalacocha. Posteriorment la seva filla va vendre Apalacocha.
L'altre ranxo de propietat índia era Rancho Nicasio al nord-oest de San Rafael. Prop del moment de la secularització (1835) l'Església concedí als indis cristians de San Rafael 20 llegües (80.000 acres, 320 km²) de terres de missió en l'actual Nicasio a la Badia de Tomales. Prop de 500 indígenes reubicats al Rancho Nicasio. Abans de 1850 no tenien sinó una llegua de terra. Aquesta reducció radical de la terra va ser el resultat de la confiscació il·legal de terres pels no indis malgrat les protestes dels residents amerindis. El 1870 José Calistro, l'últim líder de la comunitat a Nicasio, va comprar la petita parcel·la que l'envolta. Calistro morir el 1875 i el 1876 la terra va ser transferida per la seva voluntat als seus quatre fills. El 1880 hi havia 36 amerindis a Nicasio. En la dècada de 1880 la població va ser convidada a abandonar-la quan el comtat de Marin va reduir els fons per a tots els amerindis (excepte els de Marshall), que no vivien a Poor Farm, un lloc per als pobles "indigents".
A principis del segle XX unes poques famílies miwok es dedicaven a la pesca de subsistència; una família va continuar la pesca comercial a la dècada de 1970, mentre que una altra família va mantenir una viver d'ostres. Quan aquesta activitat no era ni en temporada ni rendible els pobles amerindis d'aquesta zona buscaven ocupació en l'agricultura, cosa que requeria un estil de vida itinerant. La localitat preferida per a aquest tipus de treball era als comtats de Marin i Sonoma.

### Reconeixement
Els Indis federats de la ranxeria Graton, antigament els Miwoks de la Costa Federats, van obtenir el reconeixement federal de llur estatut tribal el desembre de 2000. La nova tribu estava formada per descendents de miwoks de la costa i pomos del sud.

## Notables miwoks de la costa
- José Calistro, fou el darrer líder de la comunitat a Nicasio.

- Cap Marin fou un miwok de la costa de la tribu local Huimen, batejat als vint anys en 1801[29] a la Missió San Francisco i registrat com a alcalde a la Missió San Rafael en la dècada de 1820. Va morir el 15 de març de 1839.[28] El comtat de Marin i les illes Marin en foren anomenades en nom seu.[30] Fou el "gran cap de la tribu Licatiut", segons l'informe semihistòric del general Vallejo a la primera legislatura estatal de Califòrnia (1850).[29]

- Quintin, va ser reconegut com a sub-cap de Marin i capità de navili a la Missió de Dolores, segons el general Vallejo. La península de San Quentin (1840) va rebre el seu nom per ell. La Presó Estatal de San Quentin hi fou afegida molt més tard.[30]

- Ponponio (o Pomponio) fou batejat en 1803 als quatre anys[29] a la Missió de San Francisco. Fou un líder d'una banda de fugitius amerindis de Califòrnia autoanomenats Los Insurgentes. Fugitiu de les autoritats, finalment fou capturat al comtat de Marin i executat a Monterey en 1824.

- Greg Sarris és l'actual cap tribal dels Indis federats de la ranxeria Graton, també mestre d'escola i escriptor.

- William Smith va néixer a la badia de Bodega i fou forçat a traslladar-se al comtat de Lake durant finals del segle xix, però retornà a Bodega Bay quan ell i els seus parents fundaren la indústria pesquera comercial a l'àrea.

- Camilo Ynitia (1816–1856) fou un líder miwok de la costa que esdevingué propietari de 8.800 acres (36 km²) de terra cedida als miwok, anomenada Rancho Olompali, actualment Parc Històric Estatal Olompali. Ynitia també v afer una aliança amb el general Vallejo i assegurà la pau amb els colons blancs (1830-1840).[16]